# Клемпчево
Клемпчево (пол. Klępczewo) — село в Польщі, у гміні Свідвин Свідвинського повіту Західнопоморського воєводства.